# Michel François
Joseph-Michel François (Haiti, 1957 — Honduras, 21 de fevereiro de 2017) foi um coronel do exército haitiano. Como chefe da Polícia Nacional do Haiti, ele participou do golpe de Estado no Haiti em 1991, que derrubou o presidente eleito do Haiti, Jean-Bertrand Aristide.

## Chefe da Polícia Nacional (1991-1994)
Ele ajudou a derrubar o presidente eleito do Haiti, Jean-Bertrand Aristide. Ele então aterrorizou seu país como chefe da polícia e da polícia secreta sob o comando do líder da junta militar Raoul Cédras; cerca de 4.000 haitianos foram mortos. François fugiu do país em 1994 para a República Dominicana. Embora condenado no Haiti por assassinar um partidário de Aristide, ele nunca foi extraditado. Quando a República Dominicana o deportou por tramar outro golpe de Estado no Haiti, François desembarcou em San Pedro Sula, Honduras.
Ele foi condenado à revelia por sua participação no assassinato de Antoine Izméry em 1993.

## Acusações de drogas
Um traficante de drogas condenado disse ao Comitê de Relações Exteriores do Senado dos EUA que conheceu François na Colômbia e que François lhe disse que estava organizando um negócio de cocaína. Os promotores dos Estados Unidos indiciaram François em março de 1997 e o acusaram de contrabandear 33 toneladas de cocaína e heroína para os EUA de sua pista de pouso privada no Haiti, enquanto recebia milhões em subornos de traficantes colombianos. François negou as acusações e permaneceu em uma prisão hondurenha até julho de 1997, quando a Suprema Corte hondurenha recusou os esforços de extradição dos EUA por falta de provas e posteriormente libertou François.

## Morte
Michel François morreu repentinamente em 21 de fevereiro de 2017, em Honduras.